# Liatongus upembanus
Liatongus upembanus är en skalbaggsart som beskrevs av Emile Janssens 1953. Liatongus upembanus ingår i släktet Liatongus och familjen bladhorningar. Inga underarter finns listade i Catalogue of Life.